# Belite skali
Belite skali este o arie protejată (arie de protecție specială avifaunistică — SPA) din Bulgaria întinsă pe o suprafață de 4.163,06 ha, din care 41 % marine.

## Localizare
Centrul sitului Belite skali este situat la coordonatele 43°24′38″N 28°15′02″E / 43.410556°N 28.250556°E.

## Înființare
Situl Belite skali a fost declarat arie de protecție specială avifaunistică în decembrie 2007 pentru a proteja 65 de specii de animale.

## Biodiversitate
Situată în ecoregiunile Marea Neagră și marină a Mării Negre, aria protejată nu include niciun habitat protejat.
La baza desemnării sitului se află mai multe specii protejate de  păsări (65): uliu cu picioare scurte (Accipiter brevipes), uliu porumbar (Accipiter gentilis), uliu păsărar (Accipiter nisus), rață fluierătoare (Anas penelope), rață mare (Anas platyrhynchos), gârliță mare (Anser albifrons), gâscă cenușie (Anser anser), fâsă-de-câmp (Anthus campestris), acvilă țipătoare mică (Aquila pomarina), stârc cenușiu (Ardea cinerea), rață-cu-cap-castaniu (Aythya ferina), rața moțată (Aythya fuligula), gâsca cu piept roșu (Branta ruficollis), buha (Bubo bubo), Bucephala clangula, pasărea ogorului (Burhinus oedicnemus), șorecarul comun (Buteo buteo), șorecar încălțat (Buteo lagopus), șorecar mare (Buteo rufinus), ciocârlie-cu-degete-scurte (Calandrella brachydactyla), caprimulg (Caprimulgus europaeus),  prundaș gulerat mic (Charadrius dubius), barză albă (Ciconia ciconia), barză neagră (Ciconia nigra), șerpar (Circaetus gallicus), erete de stuf (Circus aeruginosus), erete vânăt (Circus cyaneus), erete alb (Circus macrourus), erete cenușiu (Circus pygargus), dumbrăveancă (Coracias garrulus), cristeiul de câmp (Crex crex), lebădă de iarnă (Cygnus cygnus), lebădă de vară (Cygnus olor), ciocănitoare de grădină (Dendrocopos syriacus), egretă albă (Egretta alba), presură de grădină (Emberiza hortulana), șoim dunărean (Falco cherrug), Falco eleonorae, șoim călător (Falco peregrinus), șoimul rândunelelor (Falco subbuteo), vânturel roșu (Falco tinnunculus), vânturel de seară (Falco vespertinus), lișiță (Fulica atra), cufundar polar (Gavia arctica), cocor (Grus grus), vulturul pleșuv sur (Gyps fulvus), codalb (Haliaeetus albicilla), acvilă pitică (Hieraaetus pennatus), Hippolais olivetorum, sfrâncioc roșiatic (Lanius collurio), sfrânciocul cu frunte neagră (Lanius minor), pescăruș-cu-cap-negru (Larus melanocephalus), ciocârlie de pădure (Lullula arborea), ciocârlie de bărăgan (Melanocorypha calandra), prigoare (Merops apiaster), gaia neagră (Milvus migrans), gaia roșie (Milvus milvus), pietrar negru (Oenanthe pleschanka), vultur pescar (Pandion haliaetus), pelican mare alb (Pelecanus onocrotalus), viespar (Pernis apivorus), Phalacrocorax aristotelis desmarestii, Puffinus yelkouan, chiră de mare (Sterna sandvicensis), silvie porumbacă (Sylvia nisoria)
Pe lângă speciile protejate, pe teritoriul sitului au mai fost identificate 15 specii de păsări.